# 圣安多尼的诱惑 (委罗内塞)
《圣安多尼的诱惑》（Tentazioni di sant'Antonio）是保罗·委罗内塞的一幅布面油画，高198厘米，宽151厘米，绘制于1552-1553年，现藏于法国卡昂美术馆。
这幅画是16世纪中叶枢机主教埃尔科勒·贡扎加为曼托瓦主教座堂的小堂订制的十幅油画之一。1797年，这幅画被拿破仑的军队征用，抢到法国。